# 彭烊
彭烊（？—？），字冶金，號肯亭，江西南昌府南昌縣人，民籍，明朝政治人物。

## 生平
癸酉應天鄉試一百二十六名，萬曆十四年（1586年）丙戌科會試三十八名，登三甲第一百四十五名。礼部观政，改翰林院庶吉士。十六年十月授翰林院检讨，卒于官。

## 家族
曾祖彭孔哲；祖父彭淵；父彭懋，曾任廣西按察司僉事。前母衷氏；艾氏。兄彭煃，湖广按察司檢校；弟彭燧（庠生）、彭烇（庠生）。